# 香港崇正總會

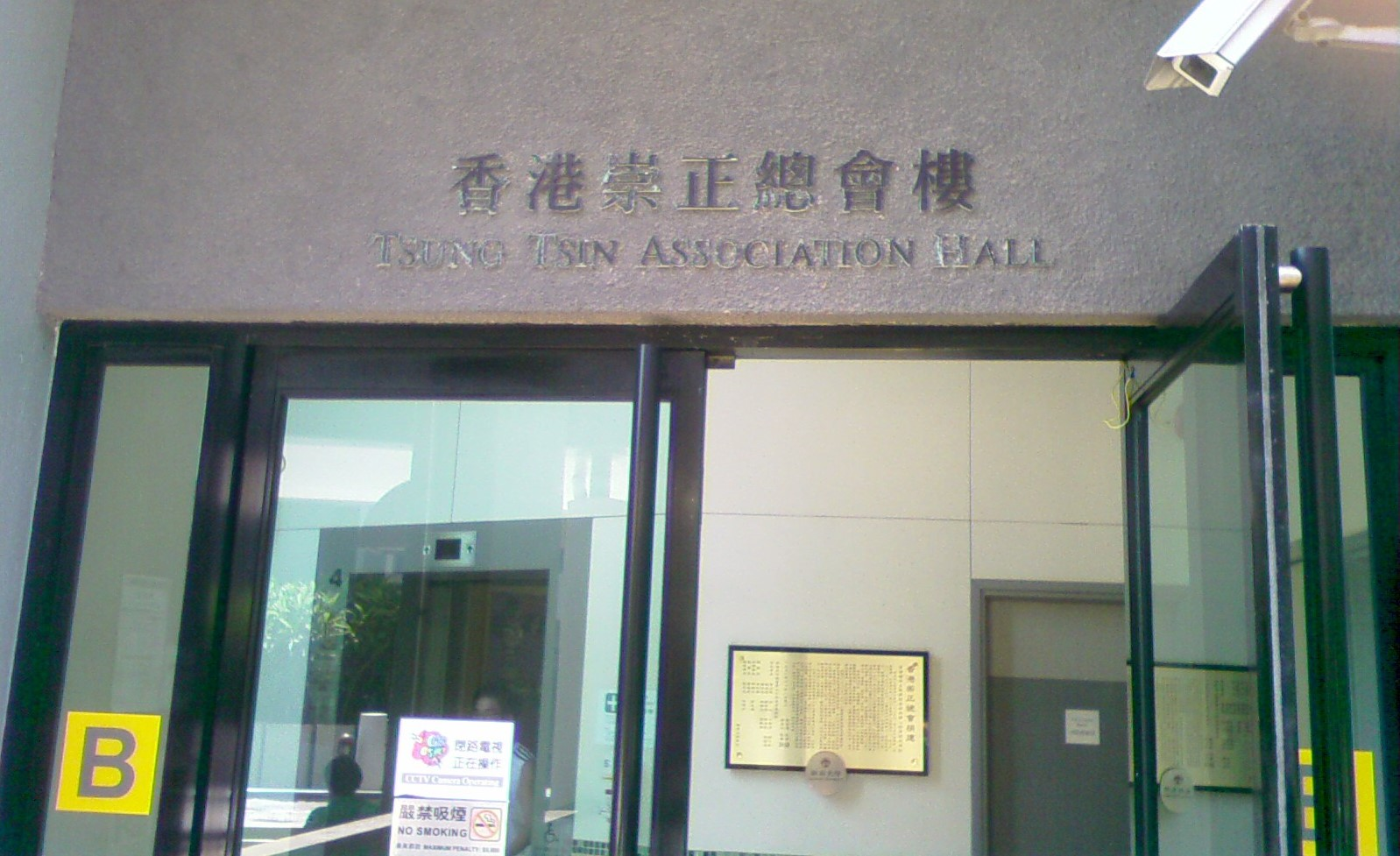
香港崇正總會大樓

香港崇正總會，又名崇正會館，於1921年9月29日成立，由當年的香港大學中文學院首任系主任賴際熙，以及多名僑商包括李瑞琴、黃茂林、廖新基、徐仁壽、古瑞庭等創立，後經胡文虎、陳承寬和張發奎等客家聞人的奔走努力，得以發揚光大。是香港的歷史悠久的客家人組織，也是世界上創辦最早、影響力大的客家社會組織之一。香港崇正總會的現任37屆理事長為黃華安先生。

## 背景

### 總會宗旨

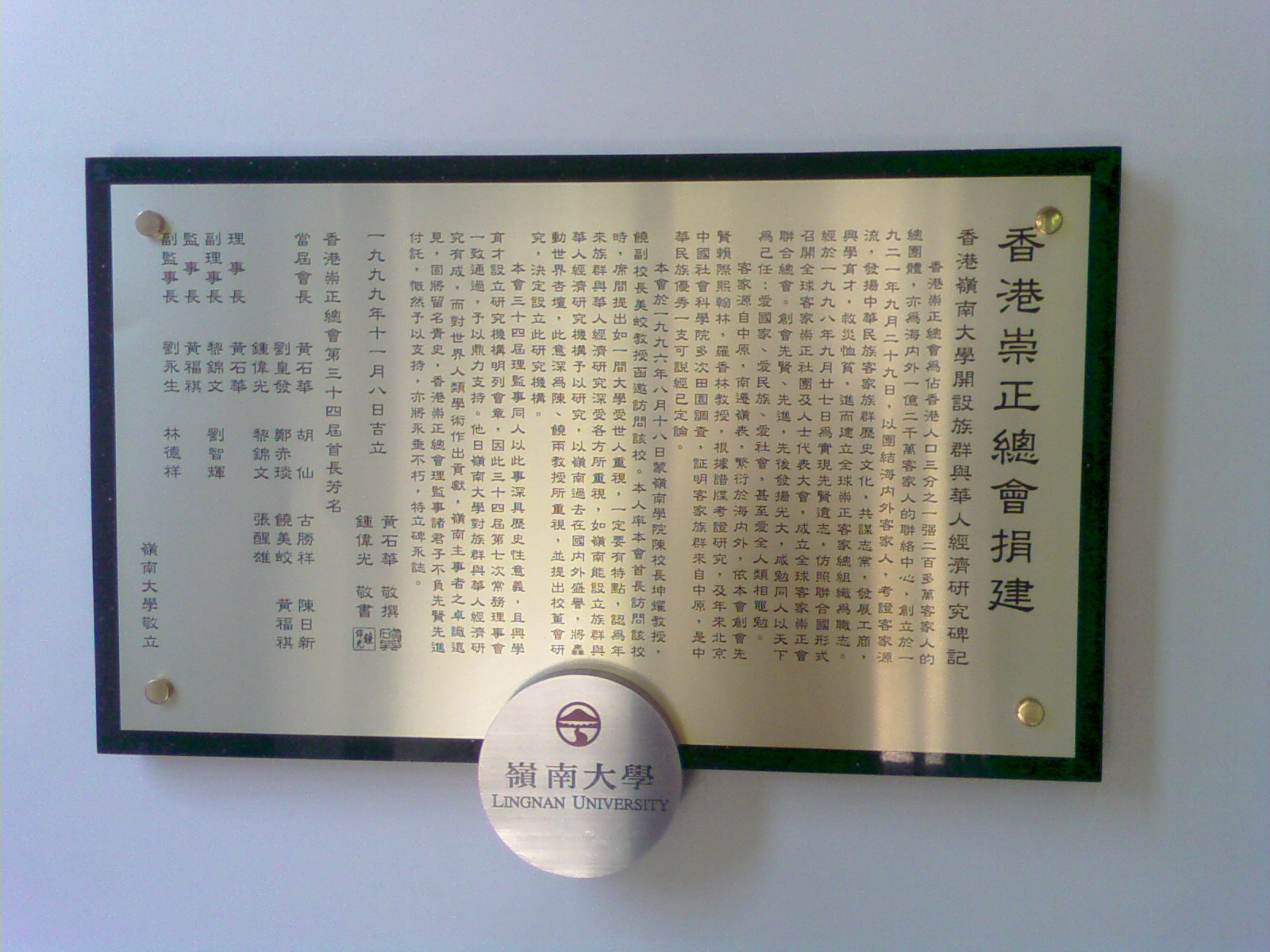
香港崇正總會樓之紀念牌

聯絡各地客家人士，考證客家源流，交換知識，振興工商事業，教學育才，共謀利益，互勉同人，發揚志業，建立全球客家崇正聯合總會組織。

### 概況
香港崇正總會原名“旅港崇正工商总会”，1926年徐仁寿先生建议，总会冠以“工商”二字范围太狭窄，不利于团结广大客家乡亲，遂决议称为“香港崇正总会”剛創辦時崇正總會是以工商交流為主，後來辦有慈善、教育及研究客家源流工作，崇正之名乃代表崇尚正義、正本清言之意義。

### 社會公益
中國抗戰期間，香港崇正總會除了成立救濟難民委員會，撥款捐資救助難民外，還捐錢支持抗日戰爭。
另外，香港崇正總曾會在1922年至1940年期間，先後在香港創辦了4間崇正義學。1957年又創辦崇正中學和崇正小學。除此之外，崇正總會也大力支持中國內的教育發展，如：捐助中國農業大學做教育基金、資助全國婦聯培訓婦女師資、捐助華東師範大學設立客家學系、在陝西丹鳳創辦了崇正希望小學等等。每當中國發生天災時，崇正總會也不留餘力地捐助救災活動。

## 活動

### 世界客屬懇親大會
1971年九月二十九日﹐該會舉行五十周年金禧慶典時﹐召開了世界首次客屬崇正懇親大會。全球五大洲、一百多個社團組織、眾多客家領袖雲集一處，出席盛典，「被譽為海外華人團結新里程碑」。
客屬崇正懇親大會後來也被稱為世界客屬懇親大會，從1971年到2014年已經舉辦了27屆。

## 歷任理事長
| 屆次／時期            | 姓名   | 備註                                                                   |
| --------------------- | ------ | ---------------------------------------------------------------------- |
| 1921年（創會首任）～? | 賴際熙 | 創會理事長，第1屆（1921年9月29日成立）                                 |
| ?                     | 胡文虎 | 抗戰期間領導捐款支援，接續擔任理事長                                   |
| ?                     | 陳承寬 | 早期客家要人，曾任理事長                                               |
| ?                     | 張發奎 | 中華民國陸軍上將，曾任理事長／榮譽理事長，發起世界客屬懇親大會（1971） |
| 1970年代起（數屆）    | 黃石華 | 擔任理事長逾四十年，推動國際客家學術交流與懇親大會                     |
| ?（1990年代）         | 胡仙   | 曾任會長／理事長，參與內部重整訴訟行動                                 |
| ?                     | 劉皇發 | 曾任理事長之一，於不同時期領導會務                                     |
| ?～現代               | 黎錦文 | 曾任會長兼理事長，1980–2000年代活躍，兼具兩岸交流角色                  |
| 顧問／榮譽職          | 曾榕   | 被授予永遠名譽理事長，表揚其多年貢獻                                   |
| 第37屆（2025年在任）  | 黃華安 | 現任理事長，自2020年代初持續領導                                       |

## 影響
受香港崇正總會的影響，世界許多客屬會館紛紛改名為「崇正會」，如紐約的客家人會館改名為「旅美紐約崇正會」，檀香山、三藩市、古巴、荷蘭、利物浦等地的客屬組織亦更名為「崇正會」等等。
南洋華僑商人胡文虎曾領導香港崇正總會支持抗日戰爭。胡文虎也是新加坡南洋客屬總會的創辦人兼首任會長。兩會交流頻繁，關係密切。

## 近況
2013年，香港崇正總會發生內部糾紛。星島新聞集團前主席胡仙、嶺南大學前副校長饒美蛟、理事長黎錦文聯同20名會員入稟高等法院，要求法庭聲明香港崇正總會為慈善組織；另外要求頒令香港崇正總會在律政司司長監督下，重選監理事會，以獲取更好管理。

## 知名人物
崇正總會歷年來不乏香港及台灣的知名人物，包括陳濟棠的後人、薛岳以及張發奎等人。
- 賴際熙：崇正總會的主要創辦人，第一屆至第六屆會長，編纂《赤溪縣志》、《增城縣志》等地方志書。也是香港大學的首任中文系主任。
- 張發奎：中華民國陸軍上將，曾任香港崇正總會的會長、榮譽會長。也是首屆世界客屬懇親大會的發起人。
- 薛岳：中華民國陸軍上將，香港崇正總會的發起人之一，曾任世界客屬總會理事長。
- 胡文虎：緬甸華僑，新加坡南洋客屬總會的創辦人兼首任總會長，曾領導香港崇正總會捐助抗日戰爭。其養女胡仙也曾擔任崇正總會的會長。

## 外部連結
- 崇正中學網頁 （页面存档备份，存于）